# Üllés
Üllés är en ort i Ungern.   Den ligger i provinsen Csongrád-Csanád, i den centrala delen av landet, 140 km söder om huvudstaden Budapest. Antalet invånare är 3 145.